# Кулеба Григорій Іванович
Григорій Іванович Куле́ба (13 жовтня 1932, Губиниха — 14 квітня 1990, Київ) — український і радянський письменник, перекладач. Член Спілки Письменників України (1963).

## Біографія
Народився 13 жовтня 1932 року в селі Губиниха (нині селище у Самарівському районі Дніпропетровської області України). У 1965 році закінчив Вищу партійну школу в Києві. Працював у редакціях газет, видавництвах «Дніпро», «Радянський письменник».
Дебютував як поет в 1952 році. Автор збірок віршів «Степовий вінок» (1958), «Безсмертники» (1963), «Родовід» (1968), «Гони» (1971), «Право на хліб» (1973), «У сяєві дощинки» (1985), творів для дітей «Дивна скрипочка» (1975), «Лісовичка» (1979), поеми «Альошка Живи-вода» (1969), повістей та оповідань «Не забудь мого імені» (1975), «Терпка роса» (1979), роману із сільського життя «Скипень» (1985) та ін.
Переклав з білоруської поезії Максима Танка й з латиської Едуардаса Межелайтіса.
Помер 14 квітня 1990 року у місті Києві.